# 湖南山核桃
湖南山核桃（学名：Carya hunanensis）为胡桃科山核桃属下的一个种。其种加词“hunanensis”意为“湖南的”。